# آندری وروبی
آندری اولکسی یوویچ وروبی (اوکراینی: Андрій Олексійович Воробей؛ زادهٔ ۲۹ نوامبر ۱۹۷۸) یک بازیکن فوتبال اهل اوکراین است.
وی همچنین در تیم ملی فوتبال اوکراین بازی کرده‌است.